# فاناتیکس
فاناتیکس (انگلیسی: Fanatics) شرکت تجهیزات ورزشی و پوشاک آمریکایی است، که در سال ۲۰۱۱ توسط مایکل جی. رابین تأسیس شد.